# 威利·雷施克
威利·雷施克（Willi Reschke）是德国空军的王牌，并在第二次世界大战期间获得了铁十字勋章的骑士十字勋章，在70项任务中获得27项空中胜利。